# Kaiserliche Werft Danzig

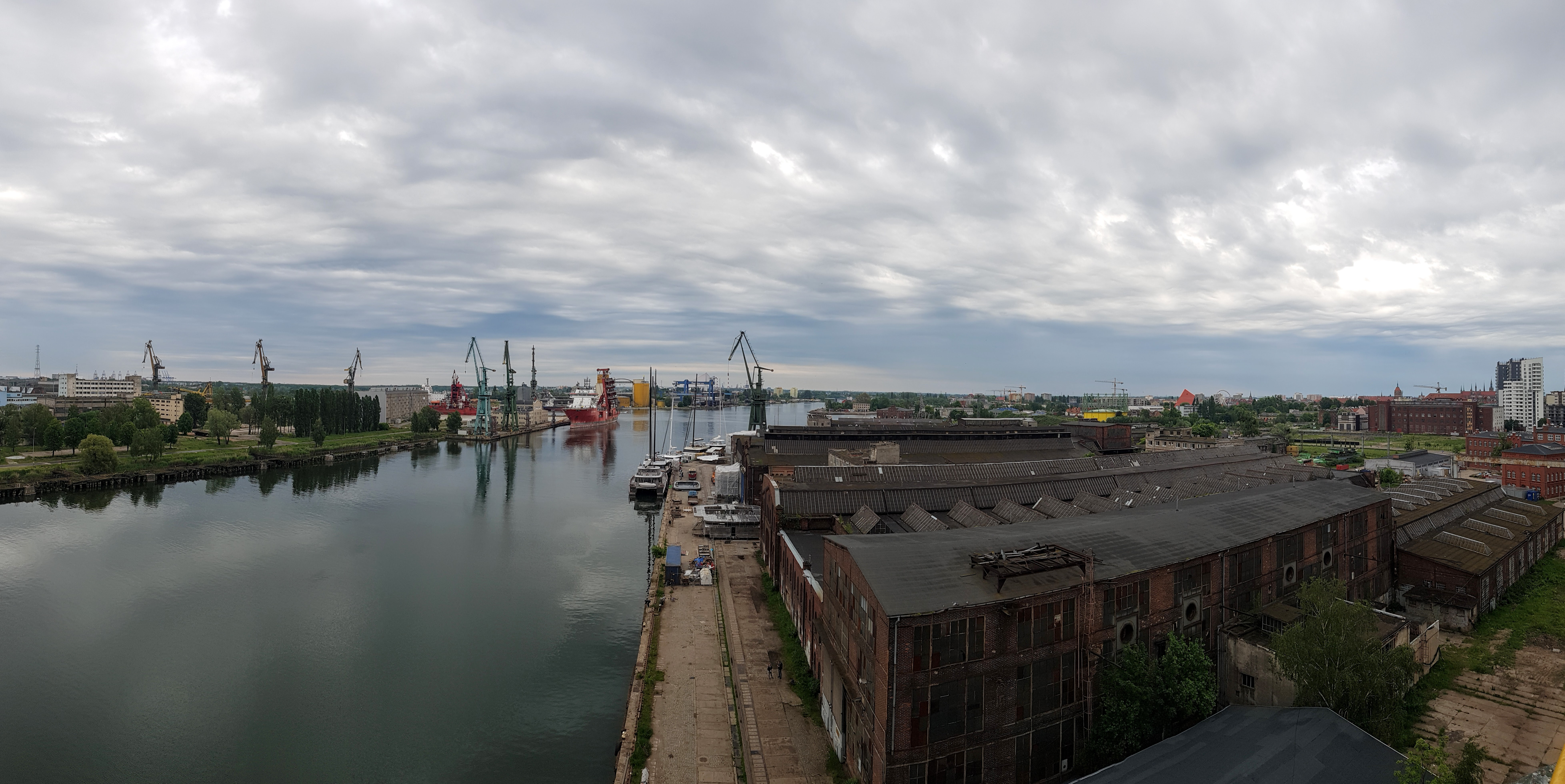
Blick auf das Werftgelände, 2020

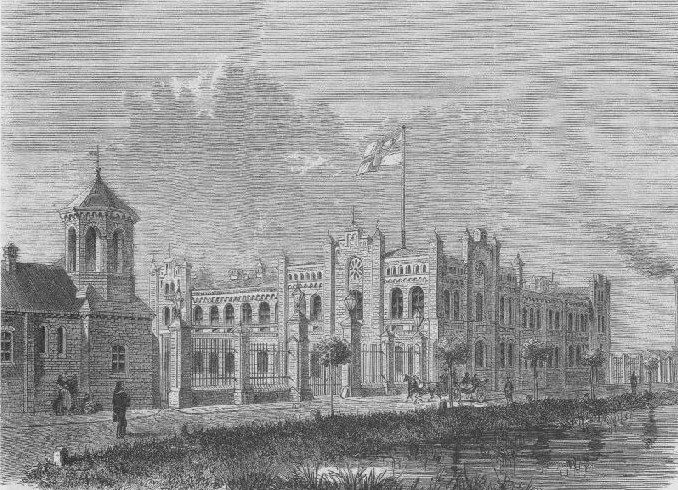
Das Direktionsgebäude der Kaiserlichen Werft Danzig, 1878

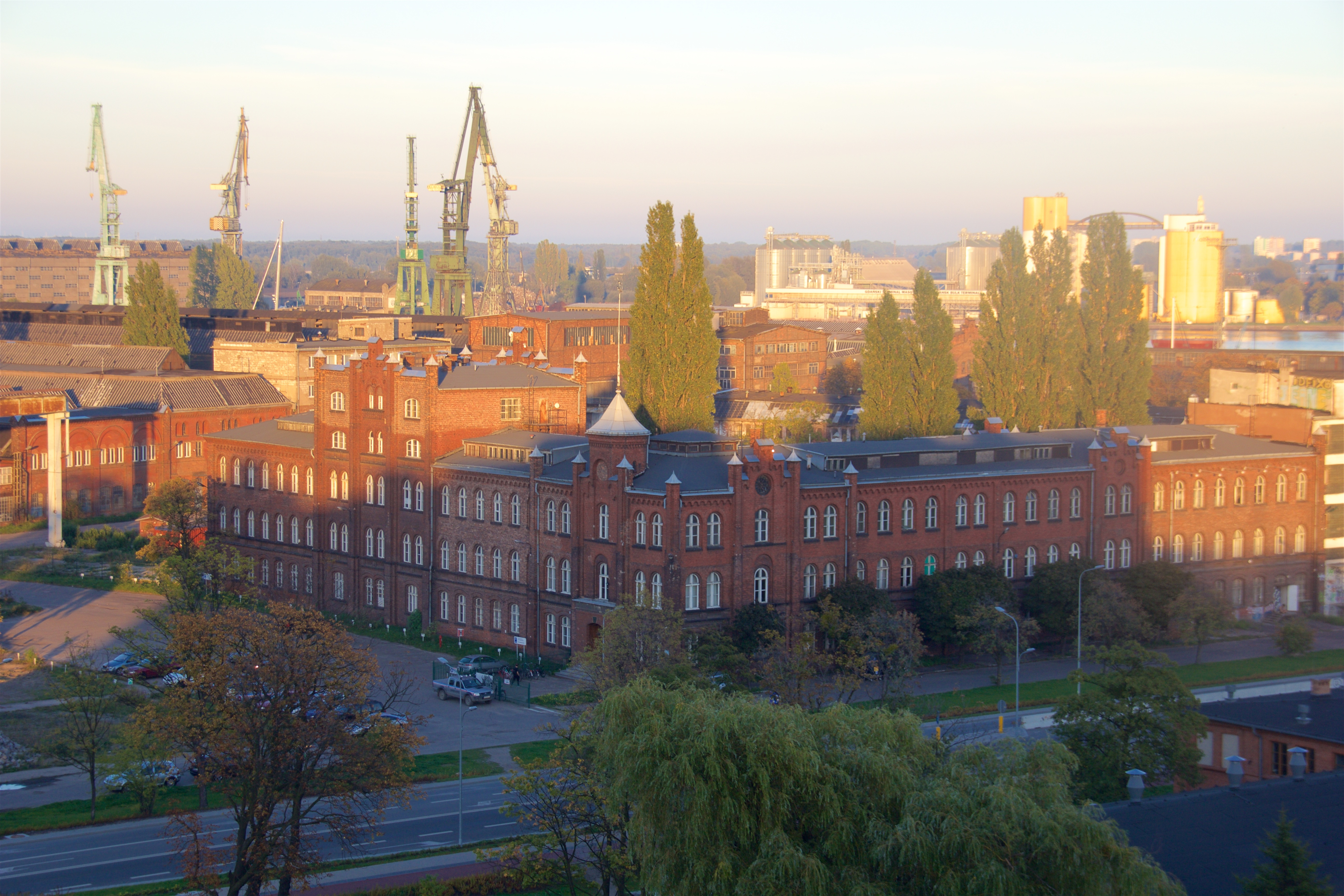
Das Direktionsgebäude im Jahre 2015

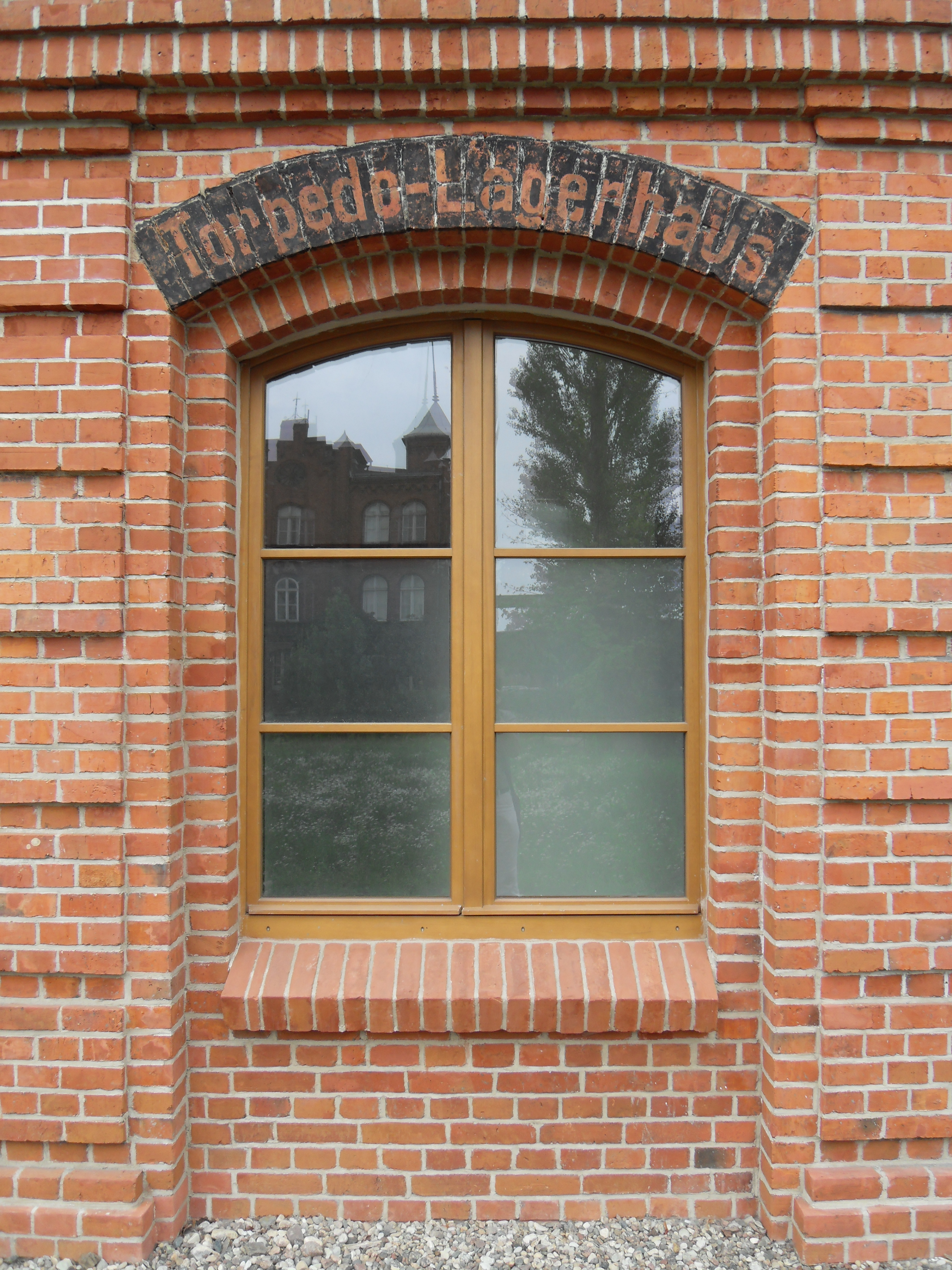
Torpedo Lagerhaus

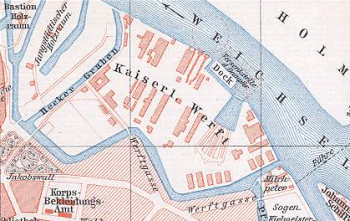
Karte der Werft 1896

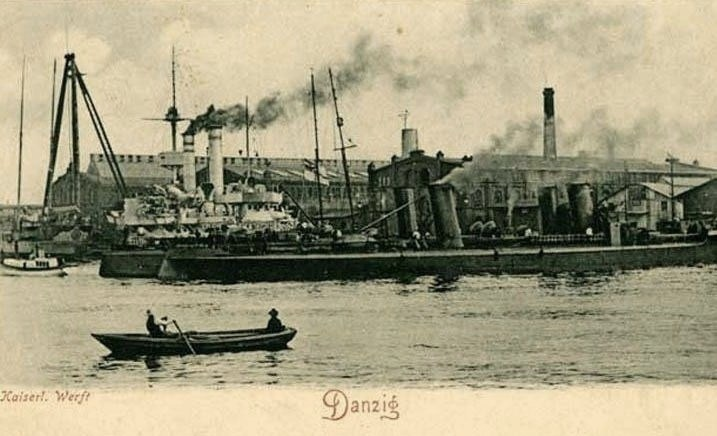
Blick auf die Werft im Jahre 1900

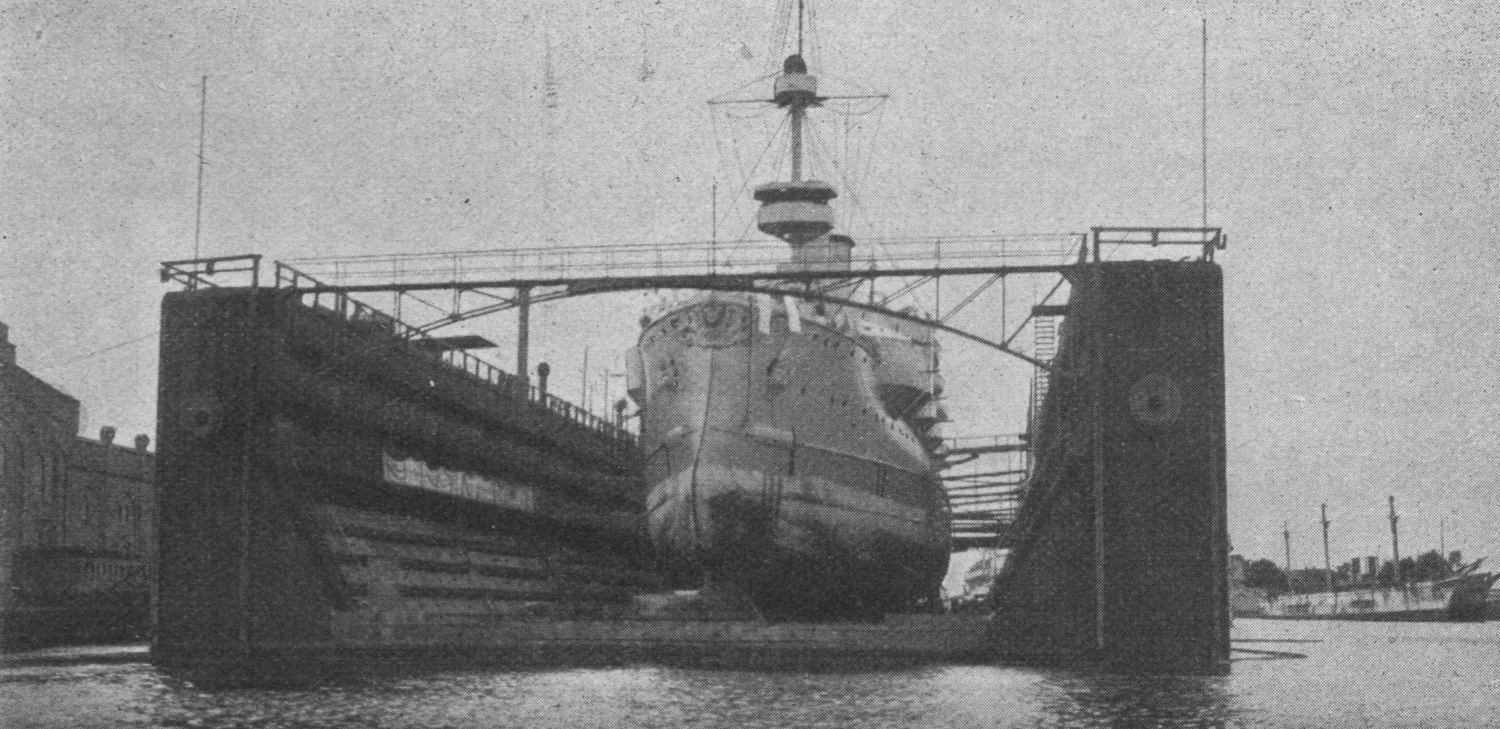
Die SMS Siegfried im Schwimmdock der Werft 1903

Die Kaiserliche Werft Danzig (1871–1918), vormals Königliche Werft Danzig (1854–1871), war neben der Kaiserlichen Werft Kiel und der Kaiserlichen Werft Wilhelmshaven eine von drei staatlichen Werften für Bau, Instandhaltung und Reparatur von Kriegsschiffen für die deutsche Kaiserliche Marine. Als einzige der drei Kaiserlichen Werften baute sie U-Boote.
Nach der Herauslösung Danzigs aus dem Reichsgebiet nach dem Kriegsende wurde sie ab 1919 als Danziger Werft und Eisenbahnwerkstätten weitergeführt.

## Geschichte
Die wechselvolle Geschichte der Danziger Schiffswerft begann 1844 als Korvettendepotplatz (1844–1849) unter dem preußischen Finanzministerium. Ab 1849 wurde sie Marinedepot (1849–1854) unter Leitung des Kriegsministeriums bzw. später unter der Technischen Abteilung der Admiralität. Ende 1853 wurde sie in Königliche Werft Danzig (1854–1871) umbenannt, mit Ausrufung des deutschen Kaiserreichs 1871 wurde sie dann Kaiserliche Werft Danzig (1871–1918).
Gegenüber den leistungsfähigen kaiserlichen Werften in Kiel und Wilhelmshaven hatte die Danziger Werft stets den Nachteil, dass der Werftausbau durch den schwierigen Zugang durch das enge und flache Fahrwasser der Toten Weichsel sowie durch städtische Restriktionen behindert wurde. Der Neubau größerer Kriegsschiffe wurde 1909 mit dem Kleinen Kreuzer Emden abgeschlossen. Die Schiffe hatten zu dieser Zeit bereits Dimensionen erreicht, für welche die Hellinge der Werft nicht mehr ausreichten. Erschwerend kam hinzu, dass die Werft nicht über Fertigungseinrichtungen für Dampfturbinen verfügte, die ab etwa 1910 vermehrt zur Anwendung kamen. Von 1910 bis 1917 war als Oberwerftdirektor Franz von Holleben (1863–1938) eingesetzt. Ihm folgte bis Kriegsende Carl Hollweg. Die Kaiserliche Werft Danzig beschäftigte Ende des Ersten Weltkriegs deshalb auch nur etwa 7.000 Mitarbeiter, die Kaiserliche Werft Wilhelmshaven zur selben Zeit etwa 21.000.
Nach 1909 beschränkte sich die Werft daher auf den Bau kleinerer Hilfsschiffe sowie auf Reparaturarbeiten an Kreuzern und der Betreuung der Reserveflotte.
Größere Aktivitäten und vermehrte Investitionen erfolgten noch einmal für den Bau von U-Booten ab 1908 bis 1915. Insgesamt wurden von der Werft jedoch nur 23 Boote abgeliefert, womit der Anteil an der gesamten U-Boot-Produktion gegenüber anderen Werften vergleichsweise gering war.
Während des Ersten Weltkrieges wurden ebenso wie in den anderen kaiserlichen Werften in geringem Umfang Wasserflugzeuge für die Kaiserliche Marine gebaut (Marinenummern: 404–405, 467–470, 1105–1106 und 1650), gewartet und repariert.

## Gliederung
- Zentralabteilung
- Ausrüstungsressort
- Artillerieressort

zusätzlich ab 1918:
- Torpedoressort
- Wohnschiff für Schiffsbesatzungen Gefion
- Minenlagerhulk Gazelle
- Minenlagerschiff Victoria Louise

## Oberwerftdirektoren
- Kapitän zur See Johann Otto Donner: von Juli 1854 bis Oktober 1854 (mit der Wahrnehmung der Geschäfte beauftragt)
- Leutnant zur See I. Klasse/Korvettenkapitän Eduard von Jachmann: von Oktober 1854 bis Dezember 1856 (mit der Wahrnehmung der Geschäfte beauftragt)
- Korvettenkapitän Eduard Heldt: von Januar 1857 bis Juni 1861
- Korvettenkapitän Heinrich Köhler: von Juni 1861 bis Januar 1863 (mit der Wahrnehmung der Geschäfte beauftragt)
- Korvettenkapitän Heinrich Köhler: von Januar 1863 bis Februar 1864
- Korvettenkapitän Edwin Schelle: von März 1861 bis Juli 1866 (mit der Wahrnehmung der Geschäfte beauftragt)
- Korvettenkapitän Edwin Schelle: von Juli 1866 bis Mai 1867
- Korvettenkapitän/Kapitän zur See Reinhold von Werner: von Mai 1867 bis Februar 1870
- Korvettenkapitän Otto Livonius: von Mai 1869 bis September 1869 (in Vertretung)
- Kapitän zur See/Konteradmiral Franz Kinderling: von Februar 1870 bis März 1873
- Kapitän zur See/Konteradmiral Heinrich Köhler: von März 1873 bis Februar 1877
- Kapitän zur See/Konteradmiral Adolph Wilhelm Berger: von August 1877 bis Februar 1877 (in Vertretung)
- Kapitän zur See/Konteradmiral Otto Livonius: von Februar 1877 bis Dezember 1881
- Kapitän zur See Paul Zirzow: von Dezember 1881 bis Oktober 1883
- Kapitän zur See/Konteradmiral Johann Heinrich Pirner: von Oktober 1883 bis September 1887
- Kapitän zur See Victor Valois: von Oktober 1887 bis März 1889
- Kapitän zur See Max Schulze: von März 1889 bis März 1890
- Kapitän zur See Ernst Aschmann: von März 1890 bis Oktober 1892
- Kapitän zur See Curt von Haugwitz: von Oktober 1892 bis Dezember 1895
- Korvettenkapitän Friedrich Meus: von Dezember 1895 bis März 1896 (in Vertretung bzw. mit der Wahrnehmung der Geschäfte beauftragt)
- Kapitän zur See Friedrich von Wietersheim: von April 1896 bis Oktober 1898
- Kapitän zur See/Konteradmiral Curt von Prittwitz und Gaffron: von Oktober 1898 bis Oktober 1901
- Kapitän zur See Henning von Holtzendorff: von Oktober 1901 bis September 1903
- Kapitän zur See/Konteradmiral Max von Basse: von Oktober 1903 bis September 1906
- Kapitän zur See/Konteradmiral Carl Derzewski: von September 1906 bis Oktober 1907
- Kapitän zur See/Konteradmiral Malte von Schimmelmann: von Oktober 1907 bis November 1910
- Kapitän zur See Franz von Holleben: von September 1910 bis November 1910 (mit der Wahrnehmung der Geschäfte beauftragt)
- Konteradmiral/Vizeadmiral Franz von Holleben: von November 1910 bis August 1917
- Konteradmiral Carl Hollweg: von September 1917 bis August 1918
- Kapitän zur See/Konteradmiral Bernhard Rösing: von August 1918 bis zur Auflösung

## Schiffe der Kaiserlichen Werft Danzig (Auswahl)
- 1871: Kanonenboot Albatross
- 1872: Kreuzerkorvette Ariadne
- 1875: Panzerkorvette Hansa
- 1884: Feuerschiff FS Adlergrund
- 1885: Kreuzerkorvette Nixe
- 1888: Torpedoboot A
- 1890: Kleiner Kreuzer Bussard, erstes von sechs Schiffen der Bussard-Klasse
- 1896: Küstenpanzerschiff Odin, eines von acht Schiffen der Siegfried-Klasse
- 1899: Große Kreuzer Freya und Vineta
- 1907: Kleiner Kreuzer Danzig als letztes Schiff der Bremen-Klasse
- 1909: Kleiner Kreuzer Emden
- 1908 bis 1915: Insgesamt 23 U-Boote (U 2–U 45, u. a. SM U 20)
- 1918: U 135, U 136
- erst 1924 fertiggestellt: Meteor, Vermessungsschiff.

## Danziger Werft
Die Kaiserliche Werft Danzig beschäftigte Ende des Ersten Weltkriegs rund 7000 Arbeiter und wurde in der Nachkriegszeit ein kommunaler Betrieb unter der Führung der Siegermächte. Mit je 30 Prozent Beteiligung Großbritanniens und Frankreichs sowie je 20 Prozent Anteilen von Polen und Danzig wurde The International Shipbuilding and Engineering Company Limited – Danziger Werft gegründet. Im November 1919 übernahm Ludwig Noé die Leitung der Werft, die noch 2500 Beschäftigte hatte; 1924 waren es 3368 Personen und 1933 nach der Weltwirtschaftskrise nur noch 817. Bis 1937 wurden unter Führung von Noé über 100 Schiffe auf der Danziger Werft, wie sie 1919 bis 1945 hieß, gebaut. Zum Bau größerer Schiffe von bis zu 150 Metern Länge wurde neben dem Dockbassin die neue Helling 3 errichtet. Am 1. September 1939 übernahm die Freie Stadt Danzig die Werft mit ihren nun 5000 Beschäftigten.
Am 30. August 1940 wurde die Werft eine Aktiengesellschaft deutschen Rechts; Eigentümer war das Deutsche Reich. Von 1942 bis 1944 wurden zusammen 42 U-Boote der Typen VII C und VII C/41 an die Kriegsmarine abgeliefert. Nachdem der weitere Bau dieser konventionellen Typen auf der Werft im Herbst 1943 gestoppt wurde, produzierte das Unternehmen nur noch Sektionen für die neuen U-Boote der Klasse XXI, die auf der benachbarten Schichau-Werft zusammengebaut wurden.
Nach dem Durchbruch der Roten Armee an der Weichsel im Januar 1945 wurde die Belegschaft größtenteils nach Hamburg evakuiert, um dort Ausrüstung und Reparaturen von U-Booten im Bunker Fink II der Deutschen Werft durchzuführen. Die Werftanlagen in Danzig wurden nach 1945 teilweise demontiert und später Bestandteil der Leninwerft.